# هانس مارشان
هانس مارشان (بالألمانية: Hans Marchand)‏ هو لغوي ألماني، ولد في 1 أكتوبر 1907 في كريفلد في ألمانيا، وتوفي في 13 ديسمبر 1978 في جنوة في إيطاليا.